# Kiel-Marathon
Der Kiel-Marathon, offiziell familia Kiel-Marathon, ist ein Marathon in Kiel, der seit 1995 im Februar stattfindet. Er wird von der LG POWER-Schnecken Kiel e.V. ausgerichtet. Zum Programm gehören auch ein Halbmarathon und ein 10-km-Lauf. Bis einschließlich 2008 fand anstelle des 10-km-Laufs ein Viertelmarathon statt.
Der Kurs ist eine flache Wendepunktstrecke von 10,5 km Länge entlang des Westufers der Kieler Förde mit Start und Ziel auf dem Gelände der Fährlinie Stena Line.
Der Lauf wurde vom schwedischen Marathonläufer Karl-Gustaf Nyström ins Leben gerufen und wird auch heute noch von vielen skandinavischen Läufern frequentiert, die mit der Fähre anreisen.
Der Marathon ist in den Jahren 2021 und 2022 wegen der Covid-19-Pandemie ausgefallen.

## Statistik

### Siegerliste
Hervorhebungen: Streckenrekorde
| Jahr          | Männer              | Zeit (h) | Frauen               | Zeit (h) |
| ------------- | ------------------- | -------- | -------------------- | -------- |
| 25. Feb. 2020 | Josh Sambrook       | 2:36:25  | Almut Dreßler        | 2:55:53  |
| 23. Feb. 2019 | Jan Knutzen -2-     | 2:34:37  | Doris Marquardt -2-  | 2:58:21  |
| 24. Feb. 2018 | Jan Knutzen         | 2:37:41  | Doris Marquardt      | 3:06:26  |
| 25. Feb. 2017 | Martin Ahlburg      | 2:42:17  | Katrine Brock -2-    | 3:01:58  |
| 27. Feb. 2016 | Stephan Krakow      | 2:48:17  | Katrine Brock        | 3:01:04  |
| 28. Feb. 2015 | Erik Anfält -2-     | 2:27:02  | Britta Giesen        | 3:11:03  |
| 22. Feb. 2014 | Erik Anfält         | 2:28:19  | Sophia Sundberg -2-  | 2:53:16  |
| 23. Feb. 2013 | Oliver Sebrantke    | 2:39:38  | Sophia Sundberg      | 2:57:23  |
| 25. Feb. 2012 | Anton Saba          | 2:45:34  | Bianca Stanienda     | 3:07:42  |
| 26. Feb. 2011 | Jon-Paul Hendriksen | 2:36:56  | Linda Karlsson Kjall | 3:20:37  |
| 27. Feb. 2010 | Chris Lemke         | 2:43:23  | Jenny Jansson -3-    | 2:56:01  |
| 21. Feb. 2009 | Olaf Struck -2-     | 2:41:34  | Jenny Jansson -2-    | 2:59:24  |
| 23. Feb. 2008 | Olaf Struck         | 2:41:00  | Jenny Jansson        | 3:05:50  |
| 24. Feb. 2007 | Johan Olsson        | 2:36:37  | Liane Muschler       | 3:19:32  |
| 25. Feb. 2006 | Thomas Winkler      | 2:51:08  | Cornelia Heinze      | 3:22:09  |
| 2005          | Frank Themsen       | 2:40:34  | Sofie Dovren         | 3:25:41  |
| 2004          | Jörg Plenzke        | 2:41:03  | Verena Becker        | 3:05:34  |
| 2003          | Thomas Herrmann     | 2:59:53  | Kathrin Kern         | 3:46:40  |
| 2002          | Raimar Hartikainen  | 2:39:11  | Katja Lünser         | 3:32:51  |
| 2001          | Joachim Gietz       | 2:35:41  | Agneta Ohmes         | 3:39:05  |